# شاهار بيركس
شاهار بيركس (بالعبرية: שחר פרקיס‏) مواليد 14 أكتوبر 1962 في حيفا، هو لاعب كرة مضرب إسرائيلي سابق وكان يلعب باليد اليمنى. أعلى تصنيف له في الفردي كان المركز الـ 53 في سنة 1985. أعلى تصنيف له في الزوجي كان المركز الـ 54 في سنة 1985. سبق أن شارك في دورة الألعاب الأولمبية الصيفية.

## روابط خارجية
- شاهار بيركس على موقع رابطة محترفي التنس (الإنجليزية)
- شاهار بيركس على موقع الاتحاد الدولي لكرة المضرب (الإنجليزية)
- شاهار بيركس على موقع كأس ديفيز (الإنجليزية)
- شاهار بيركس على موقع خلاصة التنس.كوم (الإنجليزية)
- شاهار بيركس على موقع أوليمبيديا (الإنجليزية)